# Halvmantlad ammunition

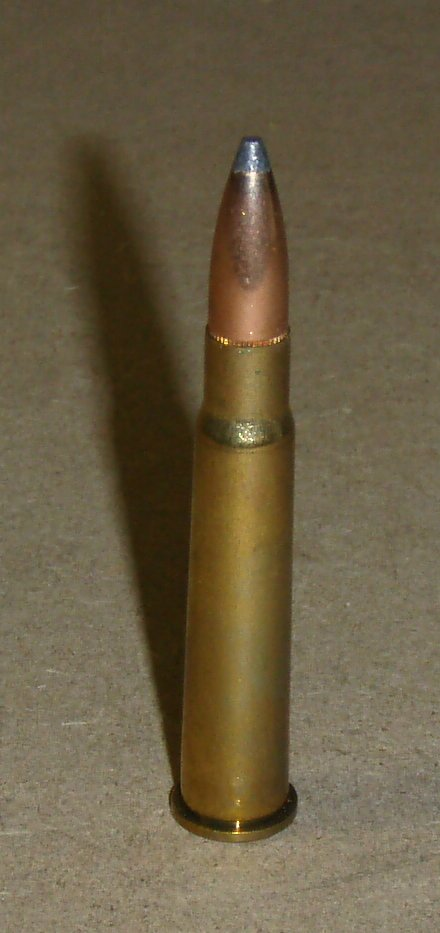
En halvmantlad kula i kaliber .303 british.

Halvmantlad ammunition har en kula som (till skillnad från helmantlad ammunition) har en mjuk spets. Den mjuka spetsen gör att manteln pressas bakåt-utåt vilket gör att kulan stannar snabbare och också att den skadar mer. Detta innebär att kulan bromsas mer effektivt än en helmantlad kula och därmed överför en större mängd energi från kulan till målet. Skottskadan blir större än med helmantad ammunition. Skottskadan blir också allvarligare eftersom den deformerade manteln oftast blir sönderriven, vilket enkelt uttryckt ger skärskador runt skottkanalen. 
Endast halvmantlad ammunition får användas vid jakt på större vilt (i Sverige) på grund av dess förmåga att ge dödliga skador som snabbt dödar viltet. Detta gör att jägaren slipper eftersök och dessutom är det i Sverige lagkrav att jägare alltid ska eftersträva att det påskjutna viltet dör så snabbt som möjligt, enligt jaktlagens §27. 
I Sverige gäller följande: Större vilt som älg, hjort, visent, bison, myskoxe, mufflonfår, varg, björn, säl, vildsvin, rådjur, järv, lodjur och bäver får i Sverige endast jagas med kulor som är gjorda för att expandera (rådjur och lodjur får dock även jagas med hagel) (NFS 2002:18).
Om kulan har ett litet synligt hål i spetsen kallas den för hålspetsammunition. Halvmantlade och hålspetskulor kallas ibland lite slarvigt för dumdumkulor. Expanderande ammunition är förbjuden för militärt bruk enligt Haagkonventionen från 1899.  
Hålspetsammunitionens avsikt är mycket lik den halvmantlade typens, att snabbt överföra och sprida kulans energi till det beskjutna parten, dock betydligt snabbare än halvmantlad ammunition vilket gör den mindre lämpad för bruk vid jakt, eftersom den helt enkelt inte har samma förmåga att ge dödliga skador. Vid polisiärt bruk används hålspetsammunition för att undvika över-penetrering, det vill säga att kulan bär med sig nog mycket energi för att slå igenom den beskjutna parten, eller vid ett missat skott slå igenom en vägg eller dylikt.  
Även med halvmantlad ammunition vid jakt kan över-penetration ske, och vid bedrift av jakt med drivande hund måste man därför vara extra vaksam på var hunden står i förhållande till skytt, kulbana och vilt.  
En specialvariant av halvmantlad kula är Partition som har en avgränsning mitt i kulan av koppar. Detta för att kulan ska tränga in längre i större vilt som älg och björn, och undvika att kulan stannar precis innanför huden på viltet. Partition uppfanns av den amerikanska tillverkaren Nosler men tillverkas även av till exempel Norma. 
En annan specialvariant är att istället för bly längst fram ha en spets i plast. Denna ammunition är lättare att hantera eftersom plasten är något hårdare än bly och alltså inte skadas lika lätt vid laddning samtidigt som kulan behåller sin goda förmåga att snabbt döda viltet. 

Den här typen av ammunition kallas halvmantlad just för att manteln inte täcker hela kärnan.